# Великий курултай

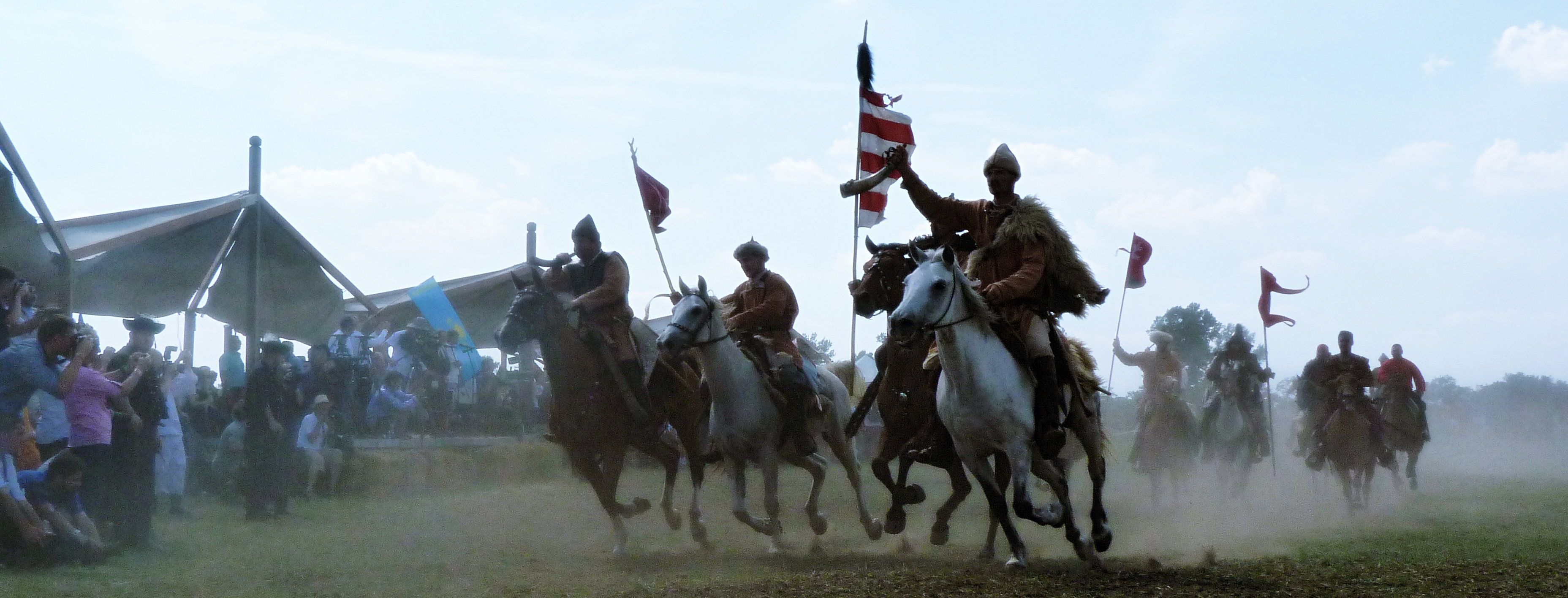
Венгерские конники на Великом Курултае.

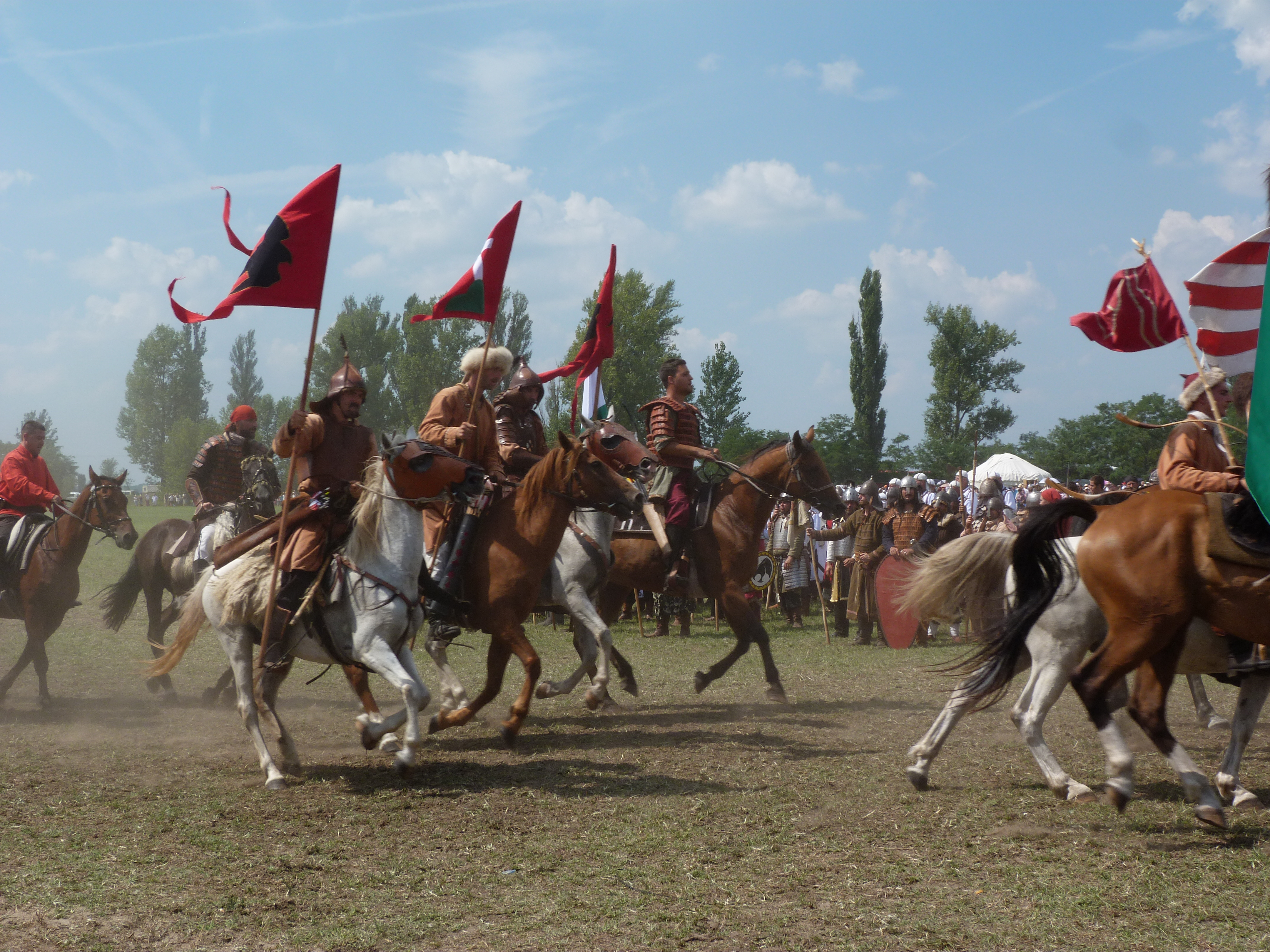
Курултай, 2014 год

Великий Курултай или кратко Курултай — традиционное мероприятие народов центральноазиатского кочевого происхождения, которое проходит в первую неделю августа в Бугаце, Венгрия.
Цель этого мероприятия — укрепить единство евразийской степно-кочевой конной культуры и традиций между угро-финами и их культурными родственниками, восточными тюркскими народами, алтайскими и уральскими народами. Первый курултай был проведён в Торгайской области Казахстана в 2007 году. Первый курултай в Венгрии состоялся в 2008 году. Эти события во многом способствовали возрождению урало-алтайского самосознания.

## Участники Великого курултая
Участники Великого курултая:
- Адыгейцы
- Азербайджанцы
- Аварцы
- Башкиры
- Бошняки
- Герцеговинцы
- Болгары
- Балкарцы
- Буряты
- Чеченцы
- Чуваши
- Крымские татары
- Турки-киприоты
- Чангоши
- Дагестанцы
- Эстонцы
- Эвенки
- Финны
- Гагаузы
- Хазарейцы
- Венгры (Принимающая сторона)
- Японцы
- Кабардинцы
- Калмыки
- Карачаевцы
- Каракалпаки
- Карелы
- Казахи
- Ханты
- Манси
- Киргизы
- Кумыки
- Коми
- Маджары
- Маньчжуры
- Монголы
- Марийцы
- Ненцы
- Ногаи
- Якуты
- Сапми
- Корейцы
- Секеи
- Татары
- Турки
- Тувинцы
- Туркмены
- Уйгуры
- Узбеки